# Tratado de Windsor (1522)
El Tratado de Windsor fue un tratado internacional firmado en el Castillo de Windsor el 16 de junio de 1522 en el contexto de las Guerra Italiana, entre Carlos V; Emperador del Sacro Imperio Romano Germánico y Rey de España, con Enrique VIII, Rey de Inglaterra y Señor de Irlanda. Carlos I recibió el apoyo de Inglaterra y los Estados Pontificios para la guerra que libraba contra Francia, la República de Venecia y el Reino de Navarra.
El tratado establecía un ataque conjunto de Inglaterra y España contra Francia, donde cada parte aportaría al menos 40.000 hombres.  Carlos aceptó compensar a Inglaterra por las pensiones que podría perder a causa del conflicto con Francia y pagar las deudas pasadas, que serían confiscadas; para sellar la alianza, acordó su matrimonio con la única hija de Enrique, la futura María I de Inglaterra, pero el matrimonio entre María y Carlos V no llegó a consumarse y Carlos V contrajo matrimonio con Isabel de Portugal en 1526 en Sevilla.
En julio, los ingleses atacaron Bretaña y Picardía desde Calais, ciudad en la costa Norte de Francia que  perteneció a Inglaterra desde 1347 hasta 1558. Francisco I de Francia fue incapaz de reunir los fondos para sostener una resistencia significativa, y el ejército inglés quemó y saqueó la campiña.